# Ручний кулемет Дегтярьова
7,62-мм Ручний кулемет Дегтярьова (рос. Ручной пулемёт Дегтярёва, РПД; Індекс ГРАУ — 56-Р-327) — радянський ручний кулемет, розроблений Василем Дегтярьовим в 1944 році під набій 7,62×39 мм.

## Історія
Наприкінці 1943 року почалися роботи зі створення ручних кулеметів під новий проміжний набій 7,62×41 мм. Випробування цих набоїв на полігонах показали, що забійна сила кулі і купчастість бою задовільні на відстані до 800 м. Ця відстань, як показав бойовий досвід, цілком достатня для ручних кулеметів. У проектуванні ручних кулеметів під новий набій брали участь Дегтярьов, Симонов, Судаєв та інші конструктори.
У 1944 році на конкурсних випробуваннях уперед вийшов зразок конструкції Дегтярьова, відомий як РД-44. Кулемети РД-44 до кінця війни були виготовлені малою серією та проходили випробування у військах. Незабаром після війни модернізований варіант цього кулемета, адаптований під набій 7,62×39 мм, був прийнятий на озброєння Радянської армії як «Ручний кулемет системи Дегтярьова (РПД)».
РПД має автоматику, схожу на ДПМ, проте замість магазинного живлення він живиться зі стрічки. Стрічка складена з двох частин по 50 набоїв і знаходиться в круглій коробці (магазині), що примикається до зброї знизу. Така конструкція забезпечила кулемет доброю рухливістю (виключене звисання стрічки) та збільшила практичну швидкострільність. При цьому, завдяки відсутності пружин у магазині було поліпшено надійність кулемета, оскільки була виключена значна кількість затримок через несправності магазина.
На відміну від ДПМ, ствол кулемета РПД незмінний. Досвід бойового застосування ручних кулеметів довів, що вогонь з них ведеться зазвичай короткими чергами і ствол без заміни дає можливість витрачати увесь носимий запас набоїв. Запасний ствол мав завжди знаходитись при обслузі кулемета, що робить систему важчою, а конструкцію кулемета складнішою і менш надійною.
Кулемети РП-44 і РПД значною мірою випередили свій час; ідея забезпечення піхоти на рівні відділення-взвод зброєю тільки під проміжний набій взяла гору в західних країнах лише з їх переходом на малоімпульсні набої в 1960-1970-ті роки. При цьому, в Третьому Рейху варіант ручного кулемета під патрон 7,92×33 мм практично не розглядався.
РПД став одним з перших прийнятих на озброєння зразків зброї під набій зразка 1943 року. З початку 1950-х і до середини 1960-х був основною зброєю підтримки на рівні відділення, а потім став поступово замінюватися на РПК, кращий з точки зору уніфікації. Втім, РПД досі перебуває на складах армійських резервів. Як і багато інших зразків радянського озброєння, РПД широко постачався на експорт до дружніх СРСР країн, а також випускався за кордоном, наприклад, у КНР під позначенням Тип 56.

## Використання під час війни на Донбасі (2014-15 рр.)

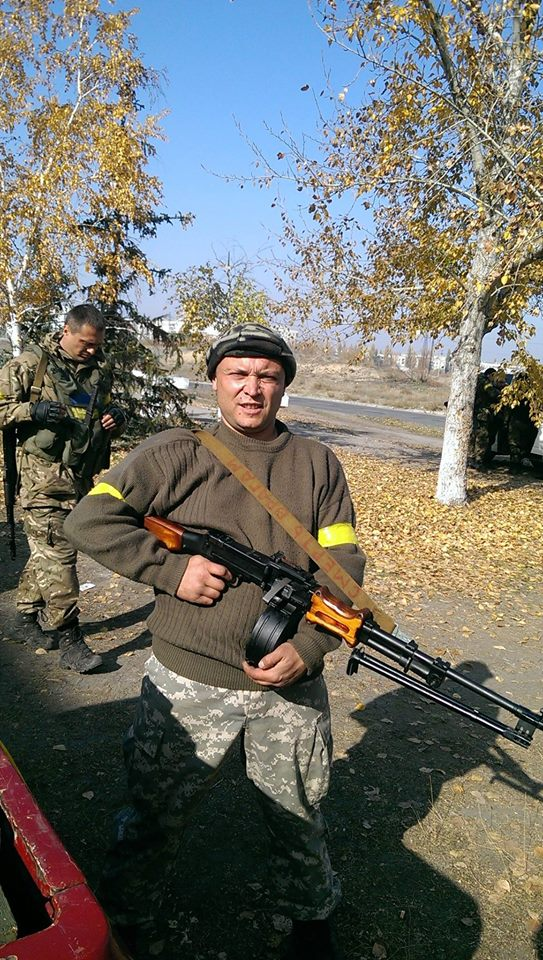
Боєць батальйону «Айдар» з РКД, жовтень 2014 р.

Після початку війни на Донбасі для озброєння перш за все добровольчих підрозділів стали передаватися різні застарілі зразки озброєння. Також і РПД.

## Характеристики
Дальність прямого пострілу по грудній фігурі становить 365 м. Вогонь по повітряним цілям ведеться на відстань до 500 м. Куля зберігає забійну дію на відстані до 1,5 км.
Бойова швидкострільність — до 150 пострілів на хвилину. Ведення інтенсивного вогню чергами без охолодження ствола можливе тривати до 300 пострілів.
Вимоги нормального бою поодинці для РПД:
- всі чотири пробоїни вміщаються в коло діаметром 15 см;
- середня точка влучання відхиляється від контрольної точки не більш аніж на 5 см у будь-якому напрямку.

Вимоги нормального бою чергами для РПД:
- не менше шести пробоїн з восьми уміщується до кола діаметром 20 см;
- середня точка влучання відхиляється від контрольної точки не більше аніж на 5 см у будь-якому напрямку.

Перевірка бою здійснюється вогнем по чорному прямокутнику 35 см заввишки та 25 см завширшки, закріпленому на білому щиті 1 м заввишки та 0,5 завширшки.
Розсіювання куль при стрільбі з наведеного до нормального бою РПД:
| Відстань, м | Серединні відхилення за висотою, см | Серединні відхилення за шириною, см | Серцевинні смуги за висотою, см | Серцевинні смуги за шириною, см | Енергія кулі, Дж |
| 100         | 5                                   | 5                                   | 15                              | 15                              | 1618             |
| 200         | 10                                  | 9                                   | 30                              | 30                              | 1226             |
| 300         | 15                                  | 14                                  | 46                              | 45                              | 932              |
| 400         | 20                                  | 19                                  | 63                              | 61                              | 716              |
| 500         | 26                                  | 25                                  | 81                              | 78                              | 559              |
| 600         | 32                                  | 31                                  | 100                             | 96                              | 441              |
| 700         | 39                                  | 37                                  | 120                             | 114                             | 353              |
| 800         | 4б                                  | 43                                  | 142                             | 133                             | 304              |
| 900         | 54                                  | 49                                  | 167                             | 152                             | 265              |
| 1000        | 63                                  | 55                                  | 195                             | 172                             | 235              |

Де серединне відхилення — це половина ширини центральної смуги розсіювання, яка вміщує 50 % всіх влучень, а серцевинна смуга — смуга розсіювання, що містить у собі 70 % влучень.

## Будова
РПД складається з таких основних частин і механізмів:
1. ствол зі ствольною коробкою, прицільним пристосуванням і сошкою (не від'ємна),
2. рама затвора з газовим поршнем,
3. рукоятка перезарядження,
4. затвор,
5. поворотний механізм,
6. спускова рама з прикладом і спусковим механізмом,
7. коробка зі стрічкою.

До комплекту РПД входять: приналежності (шомпол, ключі мушки та регулятора, протирка, прочистка, виколотка та вороток, витягач, дулова накладка, маслянка,), ремінь, чохол та сумки для коробок зі стрічками.

### Прицільне пристосування
Прицільне пристосування РПД складається з мушки та прицілу, що в свою чергу складається з колодки прицілу з пластинчастою пружиною, прицільною планкою, цілика, гвинта цілика з маховичком, хомутика з двома клямками і пружинами та запобіжника цілика. На верхній і нижній поверхнях прицільної планки нанесені шкали з поділками від 1 до 10 (дальність вогню в сотнях метрів). Поділки прицілу розділені короткими рисками на півсотні метрів. Бічні поправки вносяться ціликом, що пересувається вліво і вправо маховичком та мають риски для встановлення на поділках, нанесених на задній поверхні прицільної планки (по сім поділок праворуч та ліворуч від нуля). Кожна поділка відповідає двом тисячним дальності.
На кулеметах ранніх випусків шкала прицілу нанесена тільки на верхній стороні прицільної планки і має ціну поділки 100 м.

## Набої

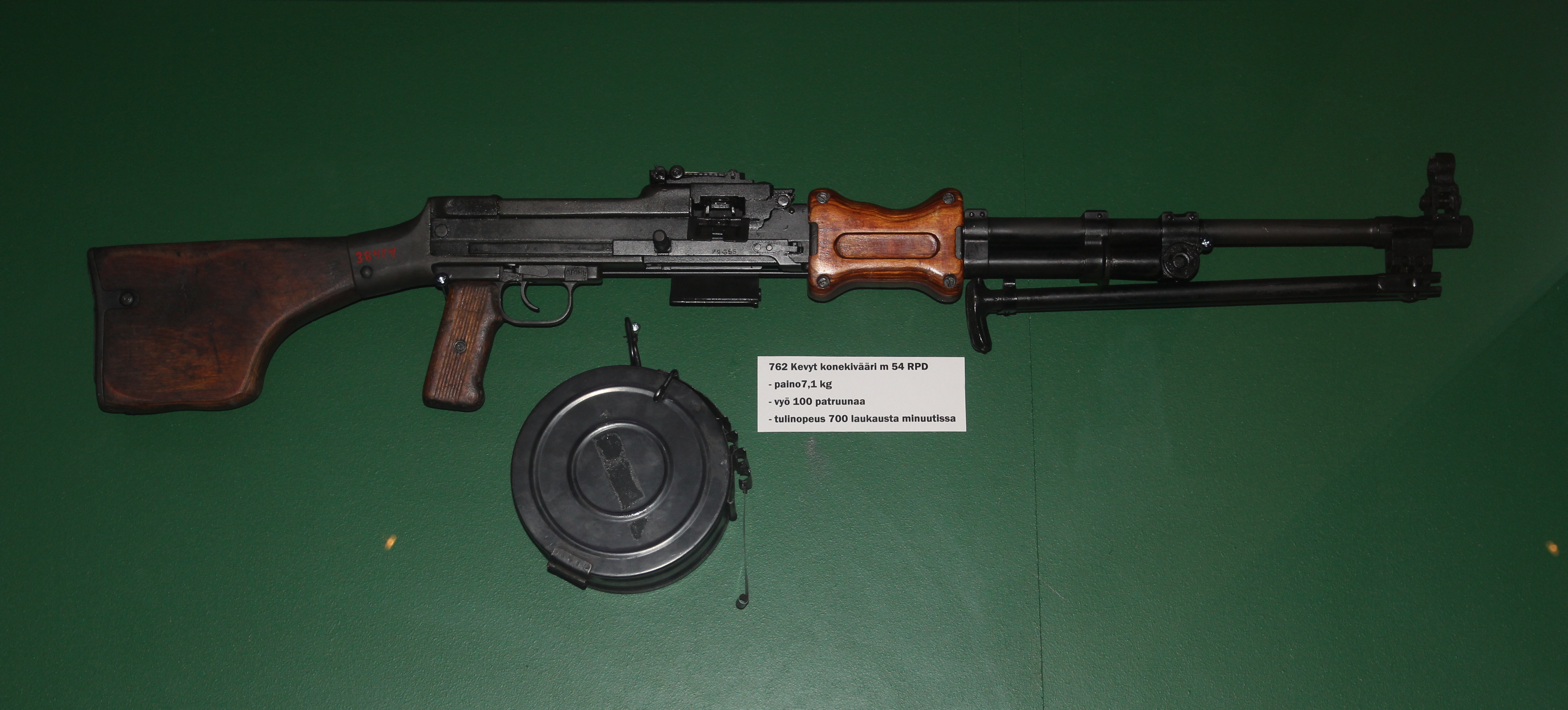

Стрільба з РПД ведеться набоями зразка 1943 року (7,62×39 мм) з такими типами куль:
- звичайна зі сталевою серцевиною призначена для ураження живої сили ворога, розташованого відкрито або за перешкодами, що можливо пробити кулею. Оболонка — сталева плакірованна томпаком, серцевина — сталева, між оболонкою та серцевиною — свинцева сорочка. Не має відмінного забарвлення.
- трасувальна призначена для цілевказівки та корегування вогню на відстань до 800 м, а також ураження живої сили противника. Серцевина складається зі сплаву свинцю з сурмою, за ним знаходиться стаканчик з запресованим трасувальним складом. Колір кулі — зелений.
- бронебійно-запальна призначена для запалювання горючих рідин та ураження живої сили, яка знаходиться за легкоброньованими укриттями на відстанях до 300 м. Оболонка — з томпаковим наконечником, серцевина — сталева зі свинцевою сорочкою. За серцевиною у свинцевому піддоні знаходиться запальний склад. Колір головної частини — чорний з червоним паском.
- запальна призначена для займання горючих рідин у залізних баках товщиною до 3 мм, легкозаймистих матеріалів на відстанях до 700 м і цілевказівки на відстанях до 700 м. Запальний склад знаходиться між оболонкою (з томпаковим наконечником) та сталевою серцевиною, сорочка — сталева. За серцевиною та сорочкою знаходиться стаканчик з трасувальним складом. Колір головної частини — червоний.

## Принцип дії автоматики
Робота автоматики РПД заснована на використанні енергії порохових газів, відведених з каналу ствола. При пострілі частина порохових газів, що виштовхують кулю, прямує через отвір у стінці ствола до газової камори, тисне на передню стінку газового поршня, відкидаючи поршень з рамою затвора та затвором у заднє положення. Затвор відкриває канал ствола, рама затвора стискає зворотно-бойову пружину. Відбувається витяг з набійника гільзи та її викидання назовні. Механізм подачі просуває стрічку і подає новий набій, який опиняється навпроти повздовжнього вікна приймача.
Якщо спусковий гачок залишається натиснутим, то затворна рама не зупиняється в задньому положенні, а просувається вперед під дією зворотного механізму. Затвор виштовхує зі стрічки новий набій, досилає його до набійника та закриває канал ствола. Відбувається замикання затвора бойовими упорами, що входять в бойові уступи ствольної коробки, після чого стійка затворної рами б'є по ударнику. Бойок ударника розбиває капсуль набою. Відбувається постріл, і робота автоматики повторюється.

## Збирання і розбирання

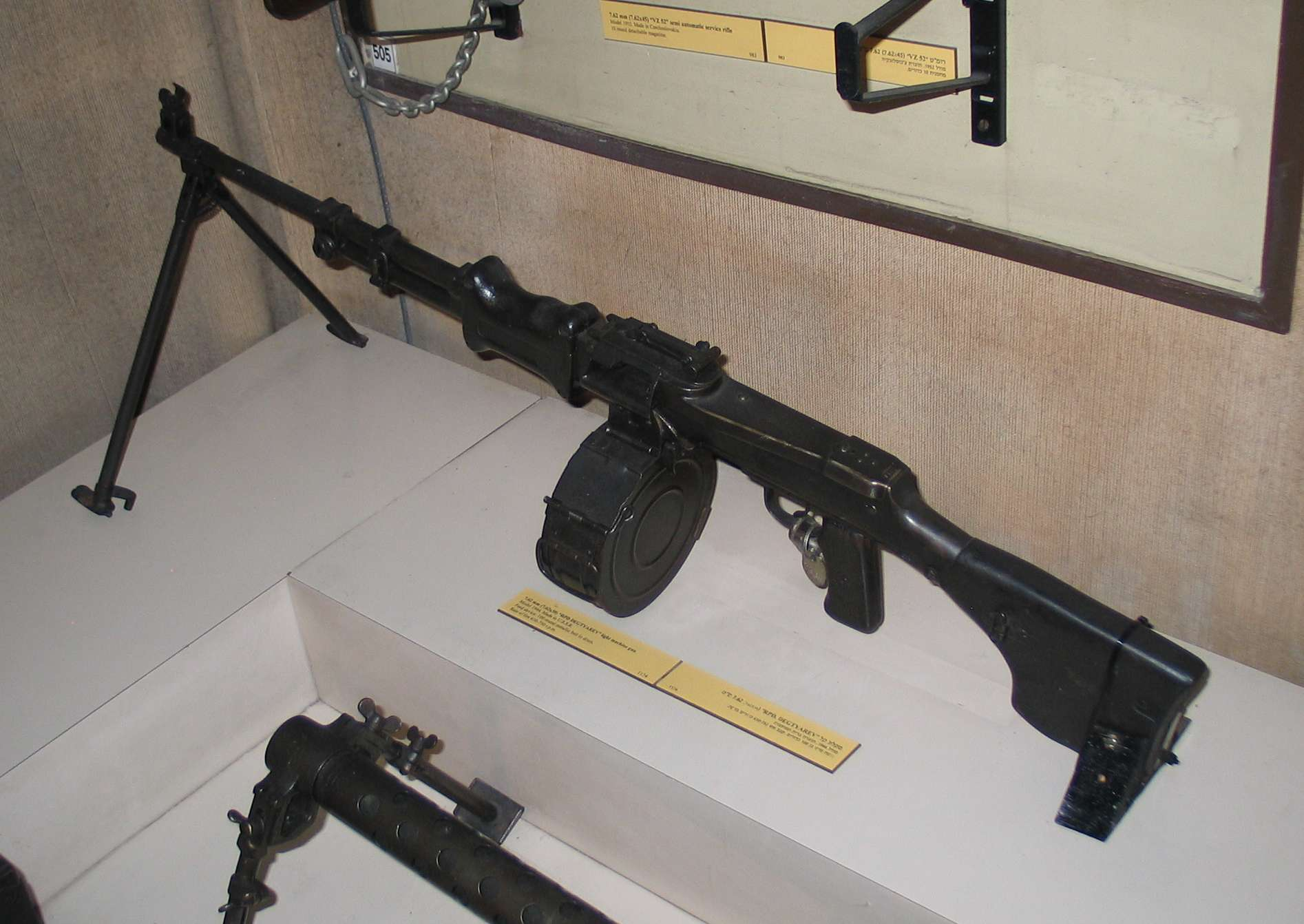
РПД в Музеї Армії Оборони Ізраїлю, Тель-Авів.

Неповне розбирання РПД проводиться для чищення, змащення й огляду в такому порядку:
1. установлення кулемета на сошку, відкриття кришки ствольної коробки, відведення затворної рами в заднє положення, перевірка відсутності набою в набійнику спуск рами затвора з бойового взводу;
2. відокремлення шомпола;
3. витягнення пенала з приладдям;
4. витягнення поворотного механізму;
5. відділення спускової рами;
6. відділення ручки перезарядження;
7. відділення затворної рами;
8. відділення затвора від затворної рами.

Збирання після неповного розбирання проводиться в такому порядку:
1. приєднання затвора до затворної рами;
2. приєднання затворної рами до ствольної коробки;
3. приєднання ручки перезарядження;
4. приєднання спусковий рами;
5. вставка поворотного механізму до прикладу;
6. закриття кришки ствольної коробки;
7. приєднання шомпола;
8. збірка приналежностей;
9. перевірка правильності складання.

Повне розбирання РПД проводиться для чищення при сильному забрудненні, після знаходження кулемета під дощем або в снігу, при переході на нове мастило або ремонті в такому порядку:
1. неповне розбирання;
2. розбирання затвора;
3. відокремлення регулятора;
4. розбирання механізму подачі стрічки.

Збирання після повного розбирання проводиться в зворотному порядку.
Рекомендується влітку (за температурі вище 5 °C) використовувати рушничне мастило та лужний склад (для очищення від порохового нагару), а взимку (від +5 °C до −50 °C) — рідке збройове мастило (для змащення й очищення від нагару), ретельно видаливши (промивши всі металеві частини в гасі або рідкому рушничному мастилі, ретельно протерши ганчіркою чи клоччям, потім знову промивши і обтерши чистою ганчіркою) перед цим літнє мастило. Для зберігання на складі протягом тривалого часу кулемет рясно змащується сумішшю з 50 % гарматного й 50 % рушничного мастил, шляхом дворазового занурення вичищених металевих частин у ванну з гарячим мастилом.

## Модернізація
З огляду на скрутне становище, в якому опинилась Україна під час збройної агресії з боку Російської Федерації, виникла потреба в модернізації РПД, що знаходились на військових складах України. Один з варіантів модернізації, що отримав назву RPD Tactical Kit, був створений спільними зусиллями фахівців P1G-Tac та Zbroyar та представлений на виставці «Зброя та Безпека 2014». До складу комплексу входить:
1. Телескопічний приклад;
2. Рейка Пікатіні на ствольній коробці для встановлення оптичного прицілу;
3. Накладка на цівку, на яку можна встановити ручки перенесення вогню, універсальні сошки, тактичні освітлювачі, лазерні цілевказівники;
4. Полум'ягасник.

## Країни-експлуатанти
- Афганістан[13]
- Албанія[13]
- Алжир[13]
- Ангола[13]
- Азербайджан[13]
- Бангладеш[13]
- Бенін[13]
- Камбоджа[13]
- Кабо-Верде[13]
- ЦАР[13]
- Чад[13]
- КНР Виготовлявся за ліцензією Norinco як Тип 56 та Тип 56-1.[14]
- Коморські острови[13]
- Джибуті[13]
- Єгипет Виготовлявся за ліцензією як MG Suez. Експортувався.[13]
- Екваторіальна Гвінея[13]
- Еритрея[13]
- Ефіопія[13]
- Фінляндія[13]. Місцева назва 7,62 KVKK 54.
- Угорщина
- Індонезія
- Ірак[13]
- Лаос[13]
- Лівія[13]
- Мальта[13]
- Монголія
- Марокко[13]
- Нікарагуа[13]
- Нігерія[13]
- Північна Корея Виготовлявся за ліцензією як Тіп 62[13]
- Пакистан
- Румунія[13]
- Сейшельські острови[13]
- Сьєрра-Леоне[13]
- Сомалі[13]
- Судан[13]
- Сирія[13]
- Танзанія[13]
- Таїланд
- Тоґо[13]
- Уганда[13]
- В'єтнам[13]
- Ємен[13]
- Зімбабве[13]